# Almogavres
 (juillet 2025).
Si vous disposez d'ouvrages ou d'articles de référence ou si vous connaissez des sites web de qualité traitant du thème abordé ici, merci de compléter l'article en donnant les références utiles à sa vérifiabilité et en les liant à la section « Notes et références ».

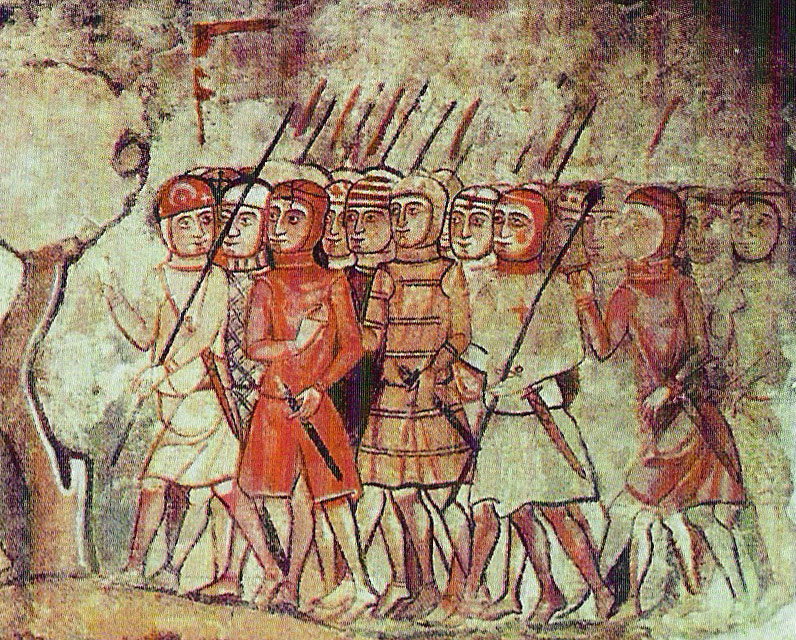
Almogavres catalans, Barcelone, XVe siècle

Les Almogavres (almogàvers en catalan) ou Amogabares étaient des soldats mercenaires ou miliciens au service de la Couronne d'Aragon, majoritairement catalans et aragonais, constitués en compagnies qui avaient vu le jour dans la péninsule Ibérique à l’occasion des guerres contre la présence islamique en Espagne, entre le XIIIe et le XVe siècle.
La Reconquête achevée, ils participèrent ensuite à la Guerre de Sicile, au service du roi Frédéric II. Ils étaient réputés pour leur habileté et leur agressivité au combat. En terre ennemie, ils vivaient de pillage, mais en temps de paix ils causaient des problèmes en s’en prenant aux habitants des campagnes.

## Étymologie
De l’arabe mugâwir, désignant celui qui mène une incursion en terre ennemie, du verbe gâwar, réaliser une expédition armée décisive, autrement dit des commandos avant la lettre. On peut trouver en français la forme Almogavare mais elle est moins conforme à la prononciation du mot catalan.

## La première infanterie
Les Almogavres furent donc considérés comme l'une des meilleures infanteries chrétiennes de leur époque. Ils sont reconnus par l’historiographie militaire comme  les précurseurs de la guerre de harcèlement ou guérilla.
À une époque où la chevalerie était l’arme préférée des armées et dans laquelle l'idéal chevaleresque était le modèle du guerrier, les Almogavres utilisaient le terrain à leur avantage, combattaient de nuit, se déplaçaient à pied et ne portaient pas de cuirasse, ce qui les rendait très mobiles.
Il faut également souligner qu'ils ne constituaient pas à proprement parler une armée, mais qu'ils menaient une vie très dure, combattant sous le regard de leurs enfants et de leurs femmes, avec lesquels ils se déplaçaient toujours, qui apprenaient ainsi le métier des armes. Ils ne pratiquaient aucun métier à part celui des armes et se servaient sur l'habitant, ce qui les rendait fort détestables en temps de paix pour quelque monarque que ce soit.
Ils vécurent donc de l'état de guerre continuelle livrée par les royaumes chrétiens d'Espagne contre la présence islamique dans la péninsule ibérique, et servirent durant toute la Reconquista. Celle-ci terminée, ils se fondirent dans les armées espagnoles et ne constituèrent plus un corps en tant que tels.

## La description qu'en fait Bernat Desclot
Voici la célèbre description des Almogavres que l’on trouve sous la plume de Bernat Desclot dans sa chronique intitulée Livre du roi Pierre d'Aragon et de ses prédécesseurs, plus connue sous le titre de La Chronique de Desclot.
(c. 79, où il montre les préparatifs du départ pour El-Koll —anc. Collo, port du département de Constantine (Algérie), à l’O. du golfe de Stora. La flotte de Pierre II l’occupa (1282) pour venir en aide à Ibn al-Wazir, seigneur de Constantine—) :
« Ces gens que l'on appelle Almogavres ne vivent que par le métier des armes. Ils n'habitent ni les villes ni les bourgs, mais dans les montagnes et les bois, et ils guerroient tous les jours contre les Sarrasins: ils pénètrent chez eux une journée ou deux, pillant et s'emparant des personnes, puis ils s'en retournent avec leurs nombreux prisonniers sarrasins et beaucoup de butin divers. Ils vivent grâce à ces prises et supportent des conditions d'existence très dures, que le commun des mortels ne saurait endurer. Ils peuvent parfaitement rester deux jours sans manger s'ils ne peuvent faire autrement, ou alors ils peuvent se nourrir sans problème de l'herbe des champs. Ils sont guidés par des commandants éclaireurs (adalils) qui connaissent le pays et les chemins. Ils ne sont vêtus, été comme hiver, que d'une gonelle, ou chemise, très courte, et portent aux jambes des chausses fort étroites en cuir et aux pieds de grosses chaussures en peau. Ils ont un bon coutelas et une bonne ceinture d'où pend un fusil à aiguiser. Ils portent chacun une bonne lance et deux dards, ainsi qu'une panetière en cuir au dos, dans laquelle ils transportent leur pain pour deux ou trois jours. Ils sont forts et rapides, tant dans la retraite que dans la poursuite; ce sont des Catalans, des Aragonais et des Sarrasins. »

## Histoire
Le premier témoignage de leur existence dont nous disposions remonte au XIIIe siècle, lorsqu'en groupes d'une douzaine d'hommes ils se livraient à des incursions d'un ou deux jours en terre sous domination musulmane. Ils avançaient sous la conduite d'un capitaine (almugatèn), et lorsqu'ils devaient livrer une attaque plus importante, ils recevaient leurs ordres d'un commandant (adalil) désigné par le Roi. Ils subsistaient essentiellement du butin qu'ils faisaient, comme cela a été dit par Desclot.
Le nom qu'on leur donnait, d'origine arabe, montre de façon claire que leur organisation militaire était empruntée au vocabulaire de la guerre islamique. Ceci est corroboré par les noms que portaient leurs chefs, tant adalil (de l'arabe ad-dalil, le guide, l'indice, la preuve) que almugatèn (arabe al-mucaddem, celui qui dirige). 
Ils formaient une armée importante : Pierre (Pere) le Grand (1276-1285) en prit une quinzaine de milliers lors de ses expéditions en Afrique et en Sicile, sous le commandement de Roger de Lauria, ou Loria, (Llúria). Nombre d'entre eux restèrent en Sicile, pour défendre le fils de Pierre, Frédéric (Fadric) II, en lutte contre les Angevins. Mais après la Paix de Caltabellotta (1302), ils n'eurent plus rien à faire sur l'île.
C'est alors que fut créée la Compagnie catalane d'Orient, sous les ordres de Roger de Flor. Leur cri de guerre, « Debout, fers ! Debout ! » (Desperta, ferro! Desperta!), qu'ils poussaient en frappant les pierres avec les pointes de leurs lances, dans le but d’impressionner leurs ennemis, avant de se lancer dans la bataille est resté célèbre. Le comte de Brienne se serait écrié à la vue des étincelles et au vacarme ainsi produit : « Nous sommes tombés sur des démons ! », ainsi que le relate Ramon Muntaner au chapitre 191 de sa Chronique. Après l'assassinat de Roger de Flor à Andrinople, ils eurent à se défendre contre les Grecs et leurs alliés dans leurs quartiers de Gallipoli où leurs ennemis étaient venus les attaquer. Cet épisode héroïque est raconté par Muntaner, qui se trouvait là en tant que trésorier de la Compagnie et qui prit une part active aux combats. Puis les Almogavres dévastèrent pendant deux ans l'Empire en guise de représailles, se livrant à la célèbre Vengeance catalane (es).
Il semble que Roger de Flor fut un sergent du Temple et qu'il aurait eu une conduite scandaleuse lors de la défaite de St-Jean D'Acre.
La Compagnie s'établit en 1310 à Athènes, où les avait appelés le comte Gautier V de Brienne. Après s'être servi d'eux, le comte voulut s'en défaire traîtreusement, mais périt dans cette action lors de la bataille du lac Copaïs. Les Almogavres prirent possession des duchés d'Athènes et de Néopatrie, au nom des rois de Sicile de la Maison d'Aragon, duchés dont le dernier resta sous domination catalane jusqu'en 1390, année où les Vénitiens s'en emparèrent.
Les Almogavres n'ayant pas participé à l'aventure grecque s'illustrèrent notamment lors de la libération du Cordoue, en 1236, par le roi Ferdinand III de Castille, préparant à l'avance le terrain pour les armées du roi. Ils sont également présents dans la croisade contre Almeria (1309), au cours des campagnes de Grenade (1330-1334), contre le roi de Majorque (1343-1344), et lors des expéditions de Sardaigne (1353, 1354, 1367), puis enfin à nouveau contre la Castille (1369). Il y eut encore des groupes d'Almogavres au cours du XVe siècle, mais une fois la Reconquista assurée, leur corps n'avait plus d'utilité en tant que tel.
Les Almogavres ont été tout à la fois portés aux nues et décriés. Dans sa Chronique, Ramon Muntaner, qui les accompagna en Grèce et vécut comme eux, nous les décrit sous des traits pleins de vie et avec force détails, parfois un brin exagérés. 
Ce sont surtout les Almogavres qui propagèrent le catalan à travers la Méditerranée, puisque c'était pour la plupart leur langue maternelle.

## Cri de guerre des Almogavres
Aur! Aur! Desperta ferro!
Deus aia!  (Dieu, aide !)
...
Veyentnos sols venir, los pobles ja flamejen : 
veyentnos sols passar, son bech los corbs netejen.
La guerra y lo saqueig, no hi ha mellors plahers. 
Avant, almugavers! Que avisin als fossers! 
La veu del somatent nos crida ja a la guerra. 
Fadigues, plujes, neus, calors resistirem, 
y si'ns abat la sòn, pendrèra per llit la terra,
y si'ns rendeix la fam carn crua menjarem! 
Desperta ferro! Avant! Depressa com lo llamp 
cayèm sobre son camp! 
Almugavers, avant! Anem allí a fer carn! 
Les feres tenen fam! 